# AP Metalcraft
AP Metalcraft war ein britischer Hersteller von Automobilkarosserien, der im ersten Jahrzehnt nach dem Zweiten Weltkrieg standardisierte Aufbauten für Lea-Francis und Alvis fertigte.

## Unternehmensgeschichte
Das Unternehmen wurde 1938 als metallverarbeitender Betrieb unter der Firma AP Aircraft gegründet. Das Kürzel AP bezog sich auf Austin und Perks, die Nachnamen der Unternehmensgründer. Der Betrieb war in Coventry ansässig. Er nutzte die Räumlichkeiten des kurz zuvor wegen Zahlungsunfähigkeit liquidierten Karosserieherstellers Cross & Ellis.
Während des Zweiten Weltkriegs fertigte AP Aircraft Blechverkleidungen für Flugzeuge. Nach dem Kriegsende firmierte das Unternehmen in AP Metalcraft um und wandte sich der Herstellung von Automobilkarosserien zu. Zunächst erhielt es von Lea-Francis den Auftrag, 200 Kombiaufbauten im „Woodie“-Stil für die Baureihe 14 zu fertigen. 1950 arbeitete AP auch für Alvis. AP stellte im Werksauftrag alle 100 Aufbauten des Roadsters Alvis TB 14 und alle 31 Karosserien des Nachfolgers TB 21 her. Beides waren offene, sportliche Varianten der viertürigen Modelle TA 14 und TA 21. Der Entwurf ging nicht auf AP selbst zurück; die Form des Roadsters lehnte sich vielmehr an ein Einzelstück an, das der belgische Karosseriehersteller J. F. Bidée in Brüssel gezeigt hatte.
Nachdem der Alvis-Auftrag ausgelaufen war, stellte AP die Karosserieproduktion ein.

## Galerie

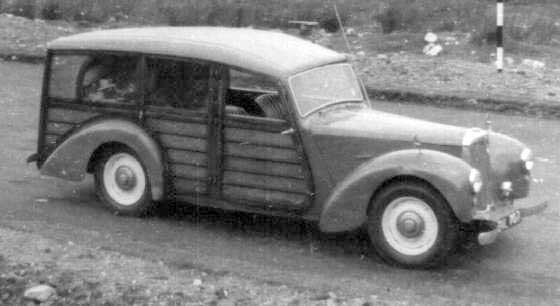
Lea-Francis 14 mit „Woodie“-Aufbau von AP
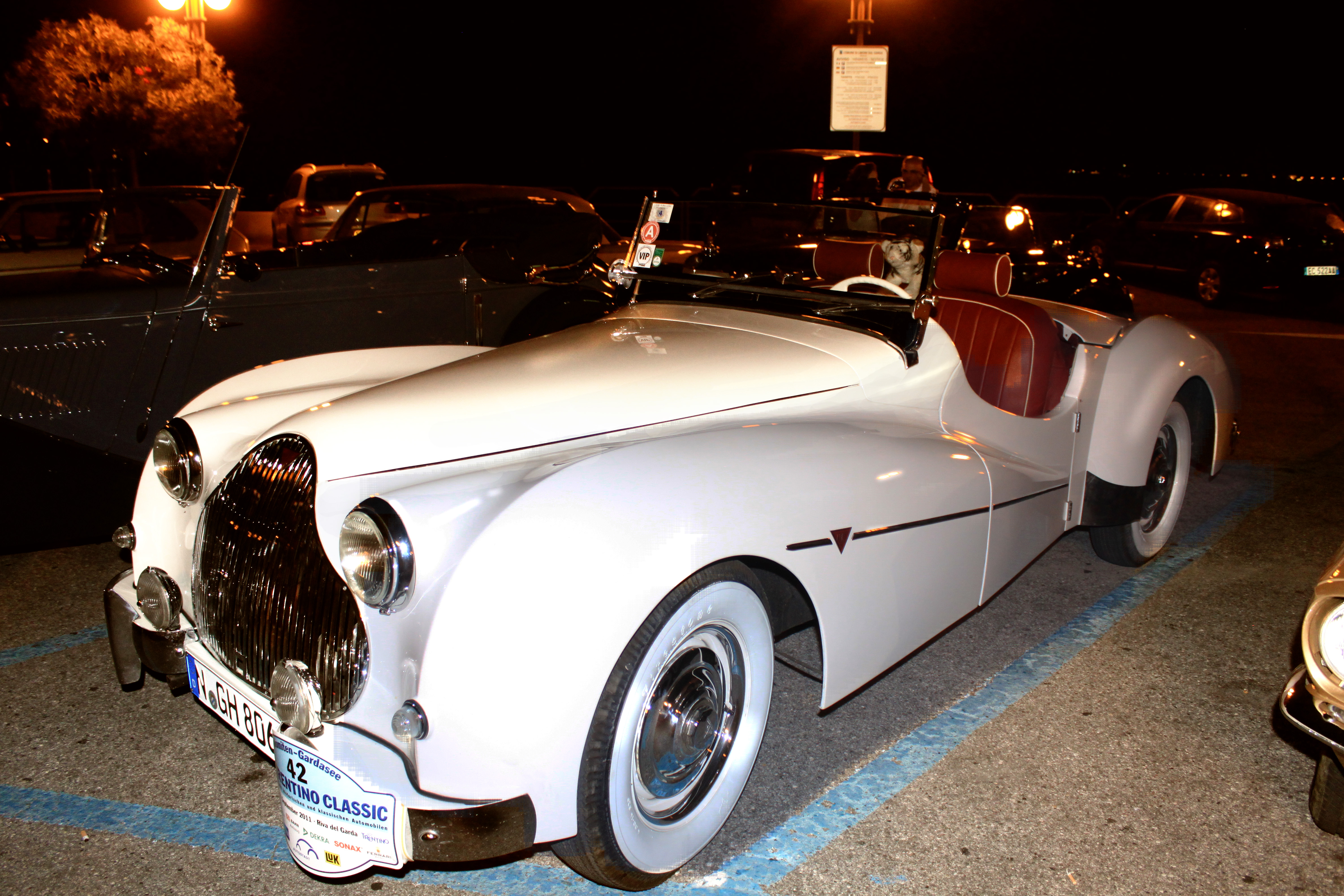
Alvis TB 14
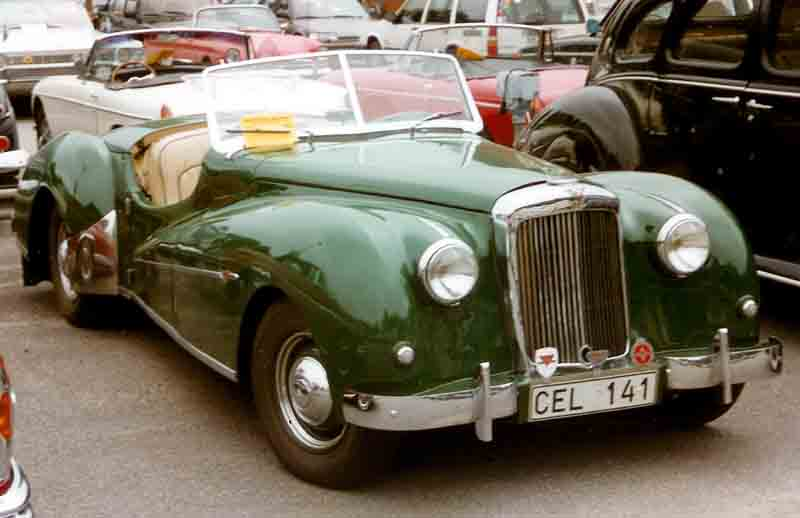
Alvis TB 21 Sports Roadster mit AP-Karosserie (1952)